# Anke Waelkens
Anke Waelkens, född 29 mars 2000 i Halle i Belgien, är en belgisk volleybollspelare (center) som spelar med Charleroi Volley och Belgiens damlandslag i volleyboll.
Janssens har tidigare spelat med Asterix Avo Beveren, Richa Michelbeke och VC Oudegem